# Appareil de mesure d'épaisseur de revêtement
Un appareil de mesure d'épaisseur de revêtement est un instrument scientifique destiné à la mesure de l'épaisseur de couches sur un matériau de base appelé substrat ou support.
La mesure d'épaisseur de revêtement (coating thickness measurement en anglais) est une discipline très utile de la science des matériaux.
L'épaisseur fait partie des critères essentiels de caractérisation d'un revêtement. Une épaisseur minimum de couche(s) sur une pièce est requise pour garantir des propriétés physiques, électriques, mécaniques ou esthétiques.
Les domaines d'applications typiques sont les industries automobile et aéronautique, la micro-électronique, les entreprises de peinture et de thermolaquage, la galvanoplastie, etc.

## Principes de mesure
La norme NF EN ISO 3882 liste les méthodes suivantes comme méthodes non destructives utilisées pour mesurer l'épaisseur d'un revêtement :
- mesure optique au microscope à coupe optique[2] ;
- mesure magnétiques[3],[4] ;
- mesure par courants de Foucault[5] ;
- spectrométrie :
  - spectrométrie des rayons X et plus précisément spectrométrie de fluorescence des rayons X[6],
  - spectrométrie de rétrodiffusion des rayons bêta[7]. Dans les procédés industriels, le rayonnement bêta est utilisé pour mesurer l'épaisseur du papier, alors que le gamma est utilisé pour le remplissage des canettes/fûts. Selon l’Autorité de sûreté nucléaire, les radioéléments utilisés sont le krypton 85, le césium 137, l’américium 241, le cobalt 60 et le prométhium 147. La radioactivité des sources varie de plusieurs kilobecquerels (kBq) à plusieurs gigabecquerels (GBq)[8].

Dans certains cas, une épaisseur moyenne peut être calculée en mesurant simplement par pesée la masse surfacique du revêtement ; sa masse volumique devant être connue.
La norme NF EN ISO 3882 présente aussi les méthodes destructives suivantes :
- mesures optiques par examen de coupes transversales à l'aide :
  - d'un microscope optique[9],
  - d'un microscope électronique à balayage[10] ;
- mesure selon le principe de Fizeau d'interférométrie à faisceaux multiples[11] ;
- profilométrie avec un palpeur[12] ;
- mesure avant et après dissolution.

## Exemple: méthode magnétique

### Nature des matériaux
Les appareils les plus courants (et aussi les plus compacts et les plus économiques) réalisent les mesures suivant la méthode magnétique. Il existe deux catégories, différenciées par la nature du substrat :
- induction magnétique, pour la mesure de l'épaisseur de revêtement de toutes les couches non magnétiques sur substrat ferromagnétique. Par exemple : isolants électriques (peinture, laque, vernis, matière plastique, émail) ou métaux non magnétiques (zinc, chrome, cuivre, laiton, bronze, certains aciers inoxydables, aluminium, titane) sur le fer ou l'acier. La mesure d'épaisseur dépend de la perméabilité magnétique du support ;
- courants de Foucault (eddy current en anglais), pour la mesure typique de l'épaisseur d'un revêtement isolant ou mauvais conducteur électrique sur métal (ou alliage) non ferreux ou sur certains aciers inoxydables. La mesure est permise si les conductivités électriques du revêtement et du support sont suffisamment différentes.

Remarque : l'épaisseur de revêtement de nickel peut être mesurée selon une méthode magnétique modifiée.

### Description d'un appareil
Il est constitué d'un boîtier électronique (équipé par exemple d'un afficheur LCD) relié à une sonde adaptée à l'application considérée. Un seul boîtier peut combiner les deux catégories magnétiques.

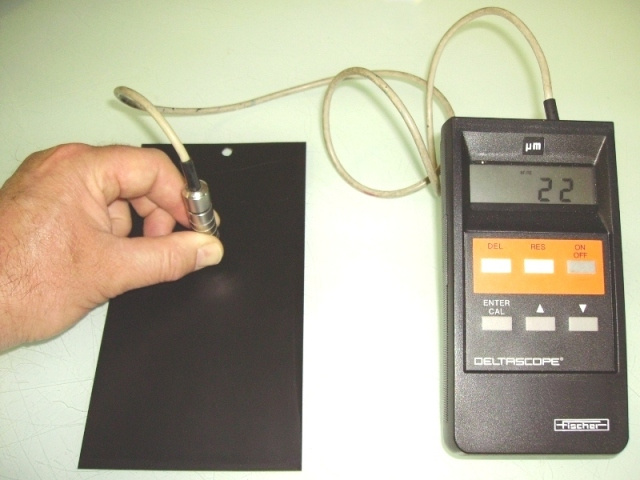
Appareil portable à induction magnétique.

### Mesure et évaluation
Le principe des courants de Foucault est souvent utilisé pour la mesure rapide d'épaisseurs de revêtements. Il suffit d'appliquer la sonde sur la surface (grande, plane et de faible rugosité, dans l'idéal) du revêtement à mesurer. Le point de mesure doit être propre, exempt de copeaux, sec et pas trop fragile (car il s'agit d'une méthode à contact). La méthode par courants de Foucault allie simplicité et rapidité d'utilisation. La mesure, qui se fait point par point, est quasi instantanée. La plage de mesure s'étend environ du micromètre à quelques millimètres. Des facteurs géométriques, tels une épaisseur de substrat ou un rayon de courbure de la pièce trop faibles, peuvent affecter les valeurs mesurées ; un étalonnage doit être réalisé si une très bonne précision (jusqu'à 1 %) est souhaitée. Un jeu de feuilles étalons (d'épaisseur 25, 100 et 400 µm par exemple) est souvent livré avec l'appareil.
Note : la sonde doit être éloignée d'un champ magnétique intense (exemple : un transformateur).
Une couche, par sa nature même, est rarement régulière. Il faut donc toujours faire plusieurs mesures isolées sur la surface de l'objet.

La plupart des appareils fournissent une évaluation statistique : épaisseur de couche moyenne, écart type, valeurs minimale et maximale, nombre de mesures.